# Tortula cuneifolia
Tortula cuneifolia là một loài Rêu trong họ Pottiaceae. Loài này được (Dicks.) Turner miêu tả khoa học đầu tiên năm 1804.